# Beautiful People (US-amerikanische Fernsehserie)
Beautiful People ist eine US-amerikanische Dramaserie mit Daphne Zuniga, Sarah Foret und Torrey DeVitto in den Hauptrollen, konzipiert von Michael Rauch. Sie wurde von 2005 bis 2006 für den US-Kabelsender ABC Family produziert. Die Serie handelt von einer Familie die aus New Mexico nach New York City zieht und dort ein neues Leben anfängt. In den USA startete die Serie am 8. August 2005 bei ABC Family, während ihre deutschsprachige Erstausstrahlung ab dem 19. Mai 2007 beim ORF eins zu sehen war.

## Handlung
Nachdem ihr Mann sie für eine junge Geliebte verlassen hat, beschließt Lynne Kerr zusammen mit ihren beiden Teenagertöchtern Karen und Sophie ein neues Leben zu beginnen. Sie ziehen daher von der Kleinstadt Esperanza in New Mexico in die Weltstadt New York City, wo Sophie ein Stipendium an der renommierten Brighton School bekam. Während Sophie neue Erfahrungen an der sehr elitären Brighton School macht, versucht Karen eine Karriere als Model zu starten. Lynne kehrt darüber hinaus zu ihrer ersten großen Liebe, der Welt der Mode, zurück und arbeitet für einen prominenten Sportbekleidungsdesigner.

## Besetzung und Synchronisation
Die deutsche Synchronisation entstand unter der Dialogregie von Ursula von Langen durch die Synchronfirma Scalamedia in München.
| Rollenname      | Schauspieler/in   | Synchronsprecher/in |
| --------------- | ----------------- | ------------------- |
| Lynne Kerr      | Daphne Zuniga     | Claudia Lössl       |
| Sophie Kerr     | Sarah Foret       | Farina Brock        |
| Karen Kerr      | Torrey DeVitto    | Andrea Wick         |
| Gideon Lustig   | Ricky Mabe        | Clemens Ostermann   |
| Annabelle Banks | Kathleen Munroe   | Sabine Bohlmann     |
| Nicholas Fiske  | Jackson Rathbone  | Daniel Schlauch     |
| Paisley Bishop  | Jordan Madley     | Natalie Löwenberg   |
| Evan Frasier    | Kyle Schmid       | Johannes Raspe      |
| Chris Prichett  | Sean Wing         |                     |
| Ben Lewis       | Matthew Del Negro |                     |
| Toby Sayles     | Arnold Pinnock    | Florian Halm        |

## Ausstrahlung und Veröffentlichung
Ausstrahlung
In den USA begann die Ausstrahlung der Serie am 8. August 2005 beim Kabelsender ABC Family nach einer neuen Episode der Serie Wildfire. Die Einschaltquoten für die Premiere belaufen sich dabei auf 1,3 Millionen Zuschauer und ein Rating von 0,6 in der werberelevanten Zielgruppe der 18- bis 49-Jährigen. Nach acht gezeigten Episoden wurde die Ausstrahlung am 26. September 2005 vorerst beendet. Aufgrund der gute Quoten wurden im Oktober 2005 acht weiteren Episoden bestellt, deren Ausstrahlung vom 6. März bis zum 24. April 2006 zu sehen war. Im August 2006 wurde die Serie dann, ohne eine offizielle Begründung anzugeben, für beendet erklärt.
Die deutschsprachige Erstausstrahlung erfolgte teilweise unregelmäßig vom 19. Mai bis zum 13. Oktober 2007 in Österreich beim Sender ORF eins. Eine deutsche Ausstrahlung fand einerseits unvollständig (bis Episode 12) vom 5. Oktober 2013 bis zum 18. Januar 2014 beim Bezahlfernsehsender ProSieben Fun und andererseits vollständig vom 3. November bis zum 8. Dezember 2013 beim Free-TV-Sender sixx statt.
DVD-Veröffentlichung
Die Serie erschien in den USA und Kanada mit dem Regioncode 1 am 8. August 2006 auf DVD. Eine Veröffentlichung in anderen englischsprachigen Ländern, sowie im deutschsprachigen Raum gibt es nicht.

## Episodenliste
| Nr. | Deutscher Titel              | Originaltitel                  | Erstausstrahlung USA | Deutschsprachige Erstausstrahlung (A) | Regie            | Drehbuch                                 |
| --- | ---------------------------- | ------------------------------ | -------------------- | ------------------------------------- | ---------------- | ---------------------------------------- |
| 1   | New York, Großaufnahme       | Pilot                          | 8. Aug. 2005         | 19. Mai 2007                          | Dennie Gordon    | Michael Rauch                            |
| 2   | Zielen und abdrücken         | Point and Shoot                | 15. Aug. 2005        | 2. Juni 2007                          | Dennie Gordon    | Michael Rauch                            |
| 3   | Kontraste                    | Reload                         | 22. Aug. 2005        | 9. Juni 2007                          | Ken Girotti      | Vince Calandra & Michael Rauch           |
| 4   | Überbelichtet                | Over Exposure                  | 29. Aug. 2005        | 16. Juni 2007                         | Mel Damski       | Elizabeth Davis                          |
| 5   | Dunkelkammer                 | Dark, Room, Chemicals          | 5. Sep. 2005         | 23. Juni 2007                         | Milan Cheylov    | Jennifer Glickman                        |
| 6   | Filmriss                     | F-Stop                         | 12. Sep. 2005        | 30. Juni 2007                         | Patrick Williams | Deborah Joy LeVine                       |
| 7   | Vergrößerung                 | Blow Up                        | 19. Sep. 2005        | 14. Juli 2007                         | Robert Berlinger | Michael Rauch                            |
| 8   | Zielfoto                     | Photo Finish                   | 26. Sep. 2005        | 21. Juli 2007                         | Kelly Makin      | Michael Rauch                            |
| 9   | Rückblende in die Zukunft    | Flashback to the Future        | 6. März 2006         | 18. Aug. 2007                         | Ken Girotti      | Anne Kenney                              |
| 10  | Schwere Bergetappe           | It’s All Uphill Here from Here | 13. März 2006        | 25. Aug. 2007                         | Chris Grismer    | Lisa Albert                              |
| 11  | Gute Party – schlechte Party | A Tale of Two Parties          | 20. März 2006        | 1. Sep. 2007                          | Ken Girotti      | K.J. Steinberg                           |
| 12  | Alte Stiefel                 | Das Boots                      | 27. März 2006        | 8. Sep. 2007                          | Patrick Williams | David Goldsmith                          |
| 13  | Schwarzweiße Lügen           | Black Diamonds, White Lies     | 3. Apr. 2006         | 22. Sep. 2007                         | Ken Girotti      | Michael Rauch                            |
| 14  | Eine Frage der Einstellung   | Where Are We Now?              | 10. Apr. 2006        | 29. Sep. 2007                         | Mel Damski       | Elizabeth Davis                          |
| 15  | Nahaufnahme                  | Best Face Forward              | 17. Apr. 2006        | 6. Okt. 2007                          | Michael DeCarlo  | Lisa Albert & Anne Kenney                |
| 16  | Wer hat gewonnen             | And The Winner Is…             | 24. Apr. 2006        | 13. Okt. 2007                         | Chris Grismer    | Lisa Albert, Anne Kenney & Michael Rauch |